# Berndorf (Basse-Autriche)
Pour les articles homonymes, voir Berndorf.
Berndorf est une commune autrichienne du district de Baden en Basse-Autriche. Berceau de l'empire industriel Krupp au XIXe siècle, elle est parfois surnommée « Kruppstadt ».